# Kleine Kokschaga
Die Kleine Kokschaga (russisch Малая Кокшага (Malaja Kokschaga), Mari Изи Какшан) ist ein 194 km langer linker Nebenfluss der Wolga im europäischen Teil Russlands.

## Beschreibung
Die Kleine Kokschaga entspringt in der Nähe des Dorfes Schura im Norden der Republik Mari El, nahe der Grenze zur Oblast Kirow. Sie fließt in zumeist südlicher Richtung durch landwirtschaftlich genutztes Gebiet.
Kurz nach der Einmündung der Großen Oschla durchfließt sie Joschkar-Ola, die Hauptstadt Mari Els. Stark mäandrierend fließt sie weiter in südlicher Richtung durch den dünn besiedelten, stark bewaldeten Süden der Republik.
Bei Uste-Kundysch mündet ihr größter Nebenfluss, der Kleine Kundysch ein. Etwa 5 km östlich von Mariinski Possad mündet die Kleine Kokschaga schließlich in die zum Kuibyschewer Stausee aufgestaute Wolga, die hier die Grenze der Republik Mari El zu Tschuwaschien markiert.
Die Kleine Kokschaga ist durchschnittlich von November bis April gefroren.